# جداسازی زیست‌محیطی–اقتصادی

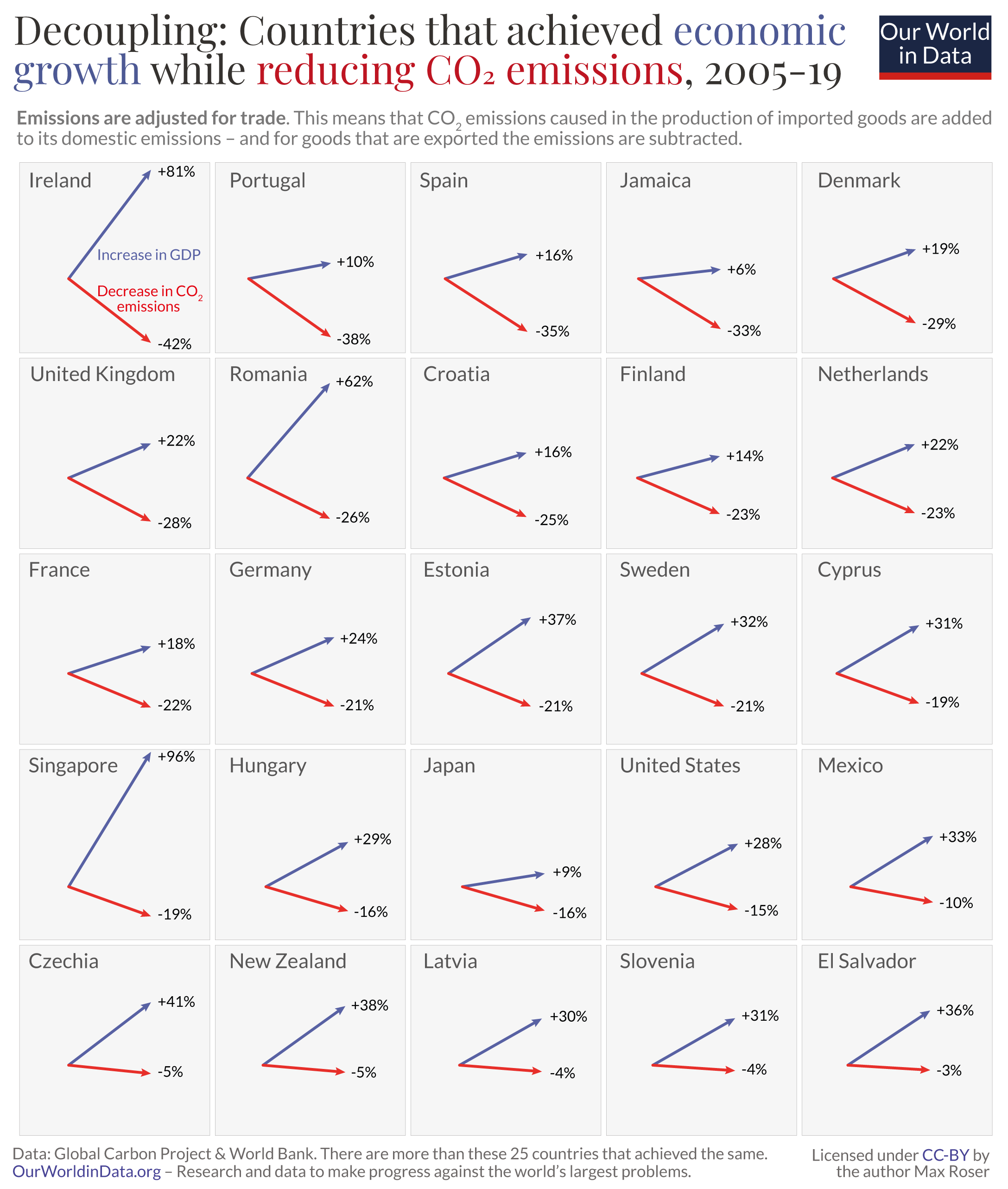
نمونه‌ای از جداسازی: کشورهایی که موفق شدند گازهای گلخانه‌ای خود را کاهش دهند (در مسیر اقتصاد کم‌کربن) در حالی که اقتصاد آن‌ها همچنان رشد داشته است.

در حوزه‌های اقتصاد و سیاست زیست‌محیطی، جداسازی (Decoupling) به وضعیتی اطلاق می‌شود که در آن یک اقتصاد قادر به رشد اقتصادی باشد بدون آنکه فشار متناسبی بر پایایی یا پایداری محیط‌زیست وارد کند.
در بسیاری از اقتصادها، افزایش تولید ناخالص داخلی (GDP) با افزایش فشار بر محیط‌زیست همراه است. اقتصادی که بتواند رشد اقتصادی پایدار را حفظ کند و همزمان میزان استفاده از منابعی مانند آب یا سوخت‌های فسیلی را کاهش دهد و از تخریب محیط‌زیست جدا شود، به‌عنوان یک اقتصاد جداشده (decoupled) شناخته می‌شود.
فشار زیست‌محیطی معمولاً با میزان انتشار آلاینده‌ها اندازه‌گیری می‌شود و جداسازی اغلب با ضریب نشر در خروجی اقتصاد سنجیده می‌شود.
مطالعات نشان داده‌اند که جداسازی مطلق بسیار نادر است و تنها چند کشور صنعتی موفق به جداسازی ضعیف بین GDP و تولید دی‌اکسیدکربن «بر اساس مصرف» شده‌اند.
در مطالعه‌ای در سال ۲۰۲۰، هیچ مدرکی دال بر جداسازی اقتصاد ملی یا بین‌المللی در مقیاس کلان یافت نشد. در مواردی که شواهدی از جداسازی وجود دارد، یکی از توضیحات پیشنهادی، گذار به اقتصاد خدماتی است.
منحنی کوزنتس زیست‌محیطی به‌عنوان یک مدل پیشنهادی برای جداسازی زیست‌محیطی–اقتصادی مطرح شده است.

## تعریف
در سال ۲۰۰۲، سازمان همکاری و توسعه اقتصادی (OECD) اصطلاح «جداسازی» را این‌گونه تعریف کرد: «اصطلاح 'decoupling' به معنای شکستن پیوند میان «آسیب‌های زیست‌محیطی» و «کالاهای اقتصادی» است.» این تعریف توضیح می‌دهد که جداسازی به وضعیتی اطلاق می‌شود که نرخ افزایش ثروت بیشتر از نرخ افزایش تأثیرات زیست‌محیطی باشد.

## واژگان

### جداسازی نسبی و مطلق
تیم جکسون، نویسنده کتاب رفاه بدون رشد، بر اهمیت تمایز بین «جداسازی نسبی» و «جداسازی مطلق» تأکید دارد:
- جداسازی نسبی به کاهش شدت اثرات زیست‌محیطی در هر واحد خروجی اقتصادی اشاره دارد. در این حالت، اثرات منابع نسبت به GDP کاهش می‌یابد، در حالی که خود GDP ممکن است همچنان در حال افزایش باشد.[۸]
- جداسازی مطلق به حالتی گفته می‌شود که اثرات منابع در سطح مطلق کاهش می‌یابد. برای وقوع این نوع جداسازی، کارایی در استفاده از منابع باید حداقل با همان سرعت رشد اقتصادی افزایش یابد و با ادامه رشد اقتصاد، این کارایی باید همچنان بهبود یابد.[۸]

جکسون اشاره می‌کند که ممکن است اقتصادی به‌درستی ادعا کند که به‌طور نسبی از نظر انرژی مصرفی در هر واحد GDP جداسازی صورت داده است، اما در این حالت نیز مجموع اثرات زیست‌محیطی همچنان در حال افزایش خواهد بود، هرچند با سرعتی کمتر از GDP.
او این تمایز را برای هشدار به خوش‌بینان تکنولوژی‌محور به‌کار می‌برد، که از اصطلاح «جداسازی» به‌عنوان «راه فراری از معضل رشد» استفاده می‌کنند. جکسون تأکید می‌کند که «شواهد زیادی برای وجود [جداسازی نسبی]» در اقتصادهای جهانی وجود دارد، اما «شواهد برای [جداسازی مطلق] به‌مراتب کمتر و دشوارتر برای یافتن است».
به‌طور مشابه، اقتصاددان زیست‌محیطی و نظریه‌پرداز اقتصاد پایدار هرمان دالی در سال ۱۹۹۱ نوشت:
درست است که «در سال ۱۹۶۹، یک دلار GNP با نیمی از موادی تولید می‌شد که برای تولید همان یک دلار در سال ۱۹۰۰ (بر حسب دلار ثابت) لازم بود.» با این حال، در همان دوره، مصرف کل مواد تا ۴۰۰ درصد افزایش یافته است.
|                            | جداسازی نسبی                                                      | جداسازی مطلق                                                 |
| -------------------------- | ----------------------------------------------------------------- | ------------------------------------------------------------ |
| توضیح                      | کاهش شدت استفاده از منابع در هر واحد خروجی اقتصادی                | کاهش استفاده از منابع به‌صورت مطلق هم‌زمان با رشد اقتصادی      |
| مثال                       | افزایش بهره‌وری کربن (اما کمتر از رشد اقتصادی)                     | افزایش بهره‌وری کربن بیشتر از رشد اقتصادی                     |
| ارتباط با I = PAT          | کاهش شدت کربن (اما ≤ رشد جمعیت + درآمد)                           | کاهش شدت کربن > (رشد جمعیت + درآمد)                          |
| شواهد دربارهٔ انتشار کربن   | بله: کاهش ۳۴٪ بین سال‌های ۱۹۶۵ تا ۲۰۱۵ (CO2/$GDP)                  | خیر: افزایش ۳۰۰٪ در همان دوره (انتشار مطلق CO2)              |
| شواهد دربارهٔ استخراج منابع | خیر: استفاده از منابع بیش از رشد GDP افزایش یافته است (۱۹۹۰–۲۰۱۵) | خیر: استفاده از منابع به‌طور کلی افزایش یافته است (۱۹۹۰–۲۰۱۵) |

بین سال‌های ۱۹۹۰ تا ۲۰۱۵، شدت کربن در ازای هر دلار GDP به‌طور متوسط سالانه ۰٫۶ درصد کاهش یافت (جداسازی نسبی)، اما جمعیت سالانه ۱٫۳ درصد و درآمد سرانه نیز به‌طور میانگین سالانه ۱٫۳ درصد رشد داشت. به عبارتی، انتشار کربن برابر با ۱٫۳ + ۱٫۳ − ۰٫۶ = ۲ درصد در سال افزایش یافت، که منجر به رشد ۶۲ درصدی در طول ۲۵ سال شد (این داده‌ها هیچ نشانی از جداسازی مطلق نشان نمی‌دهند). به گفتهٔ تیم جکسون:
هیچ فرمول ساده‌ای وجود ندارد که از کارایی بازار به تحقق اهداف زیست‌محیطی منتهی شود. فرضیات ساده‌انگارانه‌ای که تمایل سرمایه‌داری به بهره‌وری را راهی برای تثبیت اقلیم می‌دانند، چیزی جز توهم نیستند. [...] تحلیل این فصل نشان می‌دهد که تصور دستیابی به کاهش چشمگیر انتشار و مصرف منابع بدون مواجهه با ساختار اقتصادهای بازار کاملاً خیالی است.
در مورد رابطهٔ رشد اقتصادی و تخریب محیط‌زیست، دونلا مدوز نوشت:
رشد، هزینه‌هایی در کنار منافع دارد، و ما معمولاً این هزینه‌ها را در نظر نمی‌گیریم – از جمله فقر و گرسنگی، تخریب محیط‌زیست و دیگر مشکلاتی که تلاش می‌کنیم با رشد آن‌ها را حل کنیم! آنچه نیاز داریم رشد بسیار کندتر، انواعی بسیار متفاوت از رشد، و در برخی موارد بی‌رشدی یا حتی رشد منفی است. رهبران جهان به‌درستی بر رشد اقتصادی به‌عنوان پاسخ تقریباً به همه مشکلات تمرکز کرده‌اند، اما آن را با تمام توان خود به سمت اشتباهی هدایت می‌کنند.

### جداسازی منابع و اثرات
جداسازی منابع به کاهش نرخ استفاده از منابع در هر واحد فعالیت اقتصادی اشاره دارد. اصطلاح «غیرمادی‌سازی» (dematerialization) به معنای استفاده کمتر از مواد، انرژی، آب و منابع زمین برای تولید همان مقدار خروجی اقتصادی است. جداسازی اثرات زمانی اتفاق می‌افتد که تولید اقتصادی افزایش یابد در حالی که اثرات منفی زیست‌محیطی کاهش می‌یابد. این اثرات معمولاً از استخراج منابع ناشی می‌شوند.

## اهمیت
از نظر تاریخی، همبستگی نزدیکی بین رشد اقتصادی و تخریب محیط زیست وجود داشته است: با افزایش اندازه و رفاه جوامع، محیط‌زیست دچار افت و آسیب شده است. این روند به‌روشنی در نمودارهای مربوط به جمعیت انسانی، رشد اقتصادی و شاخص‌های زیست‌محیطی قابل مشاهده است.
نگرانی وجود دارد که اگر استفاده از منابع کنترل نشود، تمدن جهانی مدرن ممکن است همان مسیر تمدن‌های باستانی را طی کند که به‌دلیل بهره‌برداری بی‌رویه از منابع خود فروپاشیدند.
در حالی که اقتصاد متعارف عمدتاً بر رشد اقتصادی و تخصیص کارآمد منابع تمرکز دارد، اقتصاد بوم‌شناختی هدف آشکارش رسیدن به مقیاس پایدار (نه لزوماً رشد پیوسته)، توزیع عادلانه، و تخصیص کارآمد است—به همین ترتیب و با همین اولویت‌بندی.
شورای جهانی کسب‌وکار برای توسعه پایدار اعلام کرده است که: «کسب‌وکار نمی‌تواند در جوامعی که در حال شکست هستند موفق شود.»
در حوزه‌های اقتصاد و سیاست زیست‌محیطی، اصطلاح «جداسازی» (decoupling) به‌طور فزاینده‌ای در زمینه تولید اقتصادی و کیفیت محیط‌زیست به‌کار می‌رود. در این معنا، به توانایی یک اقتصاد برای رشد بدون افزایش متناسب در فشارهای زیست‌محیطی اشاره دارد. اقتصاد بوم‌شناختی شامل مطالعه «سوخت‌وساز اجتماعی» (societal metabolism) یا همان جریان منابع ورودی و خروجی از سامانه اقتصادی در ارتباط با کیفیت محیط زیست است. اقتصادی که بتواند رشد GDP را بدون آسیب رساندن به محیط‌زیست حفظ کند، به‌عنوان اقتصاد «جداشده» شناخته می‌شود. این‌که دقیقاً چگونه، آیا اصلاً، یا تا چه حد می‌توان به این وضعیت دست یافت، هنوز محل بحث و مناظره است.
در سال ۲۰۱۱، پنل بین‌المللی منابع که توسط برنامه محیط زیست سازمان ملل متحد (UNEP) میزبانی می‌شود، هشدار داد که تا سال ۲۰۵۰، بشر ممکن است سالانه ۱۴۰ میلیارد تن مواد معدنی، سنگ معدن، سوخت‌های فسیلی و زیست‌توده مصرف کند—یعنی سه برابر نرخ مصرف فعلی—مگر اینکه کشورها تلاشی جدی برای جداسازی انجام دهند. این گزارش اشاره می‌کند که شهروندان کشورهای توسعه‌یافته به‌طور میانگین سالانه ۱۶ تن از این چهار منبع کلیدی را مصرف می‌کنند (در برخی کشورها این مقدار به بیش از ۴۰ تن نیز می‌رسد)، در حالی که فردی متوسط در هند تنها ۴ تن در سال مصرف دارد.
مطالعات مربوط به پایداری به تحلیل روش‌هایی برای کاهش شدت مصرف منابع می‌پردازند—یعنی مقدار منابعی (مانند آب، انرژی یا مواد) که برای تولید، مصرف و دفع یک واحد کالا یا خدمت مورد نیاز است—خواه از طریق مدیریت بهتر اقتصادی، طراحی محصول، یا فناوری‌های نوین.
دیدگاه‌های متضادی در مورد این‌که آیا بهبود کارایی فناورانه و نوآوری می‌تواند منجر به جداسازی کامل رشد اقتصادی از تخریب محیط‌زیست شود یا نه، وجود دارد. از یک‌سو، کارشناسان بهره‌وری بارها ادعا کرده‌اند که شدت مصرف منابع (یعنی مصرف انرژی و مواد در هر واحد GDP) می‌تواند در اصل تا چهار یا پنج برابر کاهش یابد؛ بنابراین، امکان رشد اقتصادی ادامه‌دار بدون افزایش تهی‌سازی منبع و آلودگی‌های مربوطه وجود دارد.
از سوی دیگر، تحلیل‌های تاریخی گسترده نشان داده‌اند که بهبودهای بهره‌وری در مصرف انرژی و مواد تقریباً همیشه توسط رشد اقتصادی پشت سر گذاشته شده‌اند، تا حد زیادی به دلیل اثر بازگشت یا پارادوکس جونز که منجر به افزایش خالص مصرف منابع و آلودگی می‌شود.
علاوه بر این، محدودیت‌های ترمودینامیکی (یعنی قانون دوم ترمودینامیک) و عملی بر سر راه تمام بهبودهای بهره‌وری وجود دارد. برای مثال، حداقل نیازهای غیرقابل اجتناب مواد برای تولید غذا وجود دارد، و در سبک‌سازی وسایل نقلیه، خانه‌ها، مبلمان و دیگر کالاها نیز محدودیت‌هایی وجود دارد که نمی‌توان بدون به خطر انداختن کارکرد ضروری آن‌ها از آن عبور کرد.
از آن‌جا که افزایش بهره‌وری منابع هم از نظر نظری و هم از نظر عملی بی‌نهایت امکان‌پذیر نیست، رشد اقتصادی بی‌وقفه و هم‌زمان بدون افزایش مصرف منابع و آلودگی محیط‌زیست نیز امکان‌پذیر نیست. به عبارتی، رشد اقتصادی و کاهش منابع ممکن است در کوتاه‌مدت تا حدی از هم جدا شوند، اما در بلندمدت این امر ممکن نیست.
در نتیجه، پایداری بلندمدت مستلزم گذار به یک اقتصاد پایدار (steady-state economy) است که در آن تولید ناخالص داخلی تا حد زیادی ثابت باقی بماند؛ چیزی که سال‌هاست توسط هرمان دالی و سایر اندیشمندان اقتصاد بوم‌شناختی مطرح شده است.
سازمان همکاری و توسعه اقتصادی (OECD) در گزارش سال ۲۰۱۹ خود با عنوان «شاخص‌های محیط‌زیستی – تغییر اقلیم» تأکید می‌کند که کاهش گازهای گلخانه‌ای در عین حفظ رشد اقتصادی یکی از چالش‌های اصلی سال‌های پیش‌رو است.

## سیاست‌ها
سیاست‌هایی برای ایجاد شرایط لازم جهت سرمایه‌گذاری گسترده در بهره‌وری منابع پیشنهاد شده‌اند. به گفته مارک پاتن، یکی از کارشناسان برجسته جهانی، این سیاست‌های بالقوه می‌تواند شامل افزایش قیمت منابع متناسب با بهره‌وری انرژی یا منابع، تغییر نظام مالیاتی به سمت منابع از طریق مالیات بر منابع در مبدأ یا در رابطه با واردات محصولات، و بازتوزیع درآمدهای حاصل از این مالیات‌ها به اقتصاد باشد…

## فناوری‌ها
گزارش «جداسازی ۲» فناوری‌های متعددی را معرفی کرده است، از جمله:
- فناوری‌هایی برای صرفه‌جویی در انرژی (فناوری‌هایی که مصرف سوخت‌های فسیلی را مستقیماً کاهش می‌دهند، صرفه‌جویی در برق در صنعت، کاهش تقاضای سوخت فسیلی در حمل‌ونقل و …)
- فناوری‌های صرفه‌جویی در مصرف فلزات و مواد معدنی (فناوری‌هایی برای کاهش استفاده از فلزات، بازیافت و صرفه‌جویی در مواد موجود در جریان‌های پسماند و …)
- فناوری‌های صرفه‌جویی در آب شیرین و منابع زیستی (فناوری‌هایی برای کاهش برداشت آب، حفاظت از حاصل‌خیزی خاک، صرفه‌جویی در منابع زیستی و …)[۲۹]

## مستندسازی
در سال ۲۰۱۴، همان پنل بین‌المللی منابع (International Resource Panel) گزارش دوم خود را با عنوان «جداسازی ۲» منتشر کرد، که «بر فناوری‌های موجود و فرصت‌هایی که برای کشورهای توسعه‌یافته و در حال توسعه جهت تسریع در روند جداسازی و بهره‌برداری از مزایای زیست‌محیطی و اقتصادی بهره‌وری بیشتر منابع وجود دارد، تأکید می‌کند.» نویسنده هماهنگ‌کننده اصلی این گزارش ارنست اولریش فون وایتزکر بود.
در سال ۲۰۱۶، پنل بین‌المللی منابع گزارش دیگری منتشر کرد که نشان می‌دهد «بهره‌وری مواد در سطح جهانی از حدود سال ۲۰۰۰ کاهش یافته و اقتصاد جهانی اکنون برای هر واحد GDP به مواد بیشتری نیاز دارد نسبت به ابتدای قرن»، که دلیل آن انتقال تولید از کشورهای با درآمد بالا به کشورهای با درآمد متوسط است. به بیان دیگر، رشد جریان مواد از رشد تولید ناخالص داخلی قوی‌تر بوده است. این وضعیت بر خلاف جداسازی است و برخی از آن با عنوان هم‌وابستگی بیش‌ازحد (overcoupling) یاد می‌کنند.

## فقدان شواهد برای جداسازی
هیچ مدرک تجربی‌ای مبنی بر وجود «جداسازی زیست‌محیطی–اقتصادی» در مقیاسی که برای جلوگیری از تخریب محیط‌زیست لازم است، وجود ندارد و احتمال وقوع آن در آینده نیز اندک است. فشارهای زیست‌محیطی تنها زمانی می‌توانند کاهش یابند که سیاست‌های رشد سبز مورد بازنگری قرار گیرند و رویکردی مبتنی بر کفایت (sufficiency) در کنار بهره‌وری بیشتر قرار گیرد.
در سال ۲۰۲۰، تحلیلی توسط گایا هرینگتون، مدیر وقت خدمات پایداری شرکت کی‌پی‌ام‌جی آمریکا، در مجله Journal of Industrial Ecology متعلق به دانشگاه ییل منتشر شد.
این مطالعه بررسی می‌کرد که آیا با توجه به داده‌های کلیدی شناخته‌شده در سال ۲۰۲۰ دربارهٔ عوامل مهم در گزارش «محدودیت‌های رشد»، نتایج آن گزارش همچنان پشتیبانی می‌شوند یا نه. این تحقیق به‌طور خاص اطلاعات کمّی به‌روزشده دربارهٔ ده عامل از جمله جمعیت، نرخ باروری، نرخ مرگ‌ومیر، تولید صنعتی، تولید غذا، خدمات، منابع غیرقابل تجدید، آلودگی پایدار، رفاه انسانی و ردپای اکولوژیکی را تحلیل کرده و نتیجه‌گیری کرد که پیش‌بینی‌های «محدودیت‌های رشد» اساساً صحیح بوده‌اند و رشد اقتصادی مداوم ناپایدار است.
مطالعه نشان داد که داده‌های تجربی فعلی بیشتر با دو سناریو سازگاری دارد: «روند معمول» (Business as Usual - BAU) و «فناوری فراگیر» (Comprehensive Technology - CT). در هر دو سناریو، رشد تا حدود سال ۲۰۳۰ به اوج می‌رسد، اما در سناریوی BAU، سقوط اجتماعی حدود سال ۲۰۴۰ رخ می‌دهد، در حالی که در سناریوی CT آثار منفی تعدیل می‌شوند.
سناریوی کمتر محتمل «جهان پایدار» (Stabilized World - SW) است که جهانی در حال حرکت به‌سوی پایداری را توصیف می‌کند، که در آن رشد اقتصادی متوقف می‌شود اما رفاه آسیب نمی‌بیند.
هرینگتون در پایان مطالعه خود نوشت: «اگرچه مدل SW کمترین هم‌خوانی را دارد، اما تغییر مسیر عمدی که از سوی جامعه و با انتخاب هدفی متفاوت از رشد انجام شود، همچنان ممکن است. پنجره این فرصت اما به‌سرعت در حال بسته شدن است.»
به گفته واتسلاو اسمیل، دانشمند و نویسنده:
«بدون زیست‌کره‌ای سالم، زندگی روی سیاره ممکن نیست. خیلی ساده است. همین را باید بدانید. اقتصاددان‌ها به شما می‌گویند که می‌توانیم رشد اقتصادی را از مصرف منابع مادی جدا کنیم، اما این کاملاً بی‌اساس است. شواهد تاریخی گزینه‌ها را به‌خوبی نشان می‌دهند. اگر کاهش را مدیریت نکنید، مغلوب آن می‌شوید و از بین می‌روید. بهترین امید این است که راهی برای مدیریت آن پیدا کنید.»
در سال ۲۰۲۰، یک فراتحلیل از ۱۸۰ مطالعه علمی نتیجه گرفت که «هیچ شواهدی از جداسازی در مقیاسی که برای پایداری بوم‌شناختی لازم است، وجود ندارد» و اینکه «در نبود شواهد قوی، هدف جداسازی تا حدی بر ایمان و باور استوار است».